# Saint X
Saint X est une série télévisée américaine développée par Leila Gerstein (en) et diffusée depuis le 26 avril 2023 sur Hulu,, ainsi que sur Disney+ dans les autres pays.
Il s'agit de l'adaptation du roman éponyme d'Alexis Schaitkin, publié en 2020 aux États-Unis.

## Synopsis
La mort mystérieuse d'une jeune femme provoque un effet d'entraînement traumatique qui entraîne sa sœur survivante dans une quête périlleuse de la vérité.

## Distribution
- Alycia Debnam-Carey (VFB : Séverine Cayron) : Claire Thomas / Emily Thomas
  - Kenlee Anaya Townsend (VFB : Vera Vedernikova) : Claire Thomas à 7 ans
- Josh Bonzie (VFB : Nicolas Matthys) : Clive « GoGo » Richardson
- West Duchovny (VFB : Ludivine Deworst) : Alison Thomas
- Jayden Elijah (VFB : Maxime van Santfoort) : Edwin Hastings
- Michael Park (en) (VFB : Simon Duprez) : Bill Thomas
- Betsy Brandt (VFB : Micheline Tziamalis) : Mia Thomas
- Bre Francis (VFB : Fanny Dreiss) : Sara Lycott, la mère du fils de GoGo.
- Melissa Juliet Lawson : Olivia
- Kosha Patel : Sunita, la collègue d'Emily.
- Pico Alexander : Josh, le petit-ami d'Emily.
- Sule Thelwell : Desmond
- Clarisse Albrecht : l'adjointe

Version française dirigée par Alexis Flamant au studio Dubbing Brothers (Belgique), d'après une adaptation des dialogues de Sandrine Chevalier, Barbara Liétaer, Olivier Lips et Rodolph Freytt. Informations prélevées des cartons du doublage français.

## Production

### Casting
Le 29 mars 2022, Victoria Pedretti est castée dans le rôle d'Emily. En avril 2022, Josh Bonzie, West Duchovny et Jayden Elijah rejoignent le casting principal,,. Le 3 mai 2022, Alycia Debnam-Carey reprend le rôle d'Emily, en remplacement de Pedretti, cette dernière ayant quitté le projet pour des différents créatifs. 
Le 27 octobre 2022, Michael Park (en) et Betsy Brandt ont été choisis dans des rôles principaux.

## Épisodes
La série est diffusée sur Hulu le 26 avril 2023  (dans un premier temps avec trois épisodes, puis un par semaine).
1. A Lovely Nowhere
2. Woman Is Fickle
3. Men of Interest
4. A Disquieting Emptiness
5. Colonial Interference
6. Loose Threads of the Past
7. The Goat Witch and the Sinner
8. Faraway